# Métro de Curitiba
 (décembre 2016).
Le contenu est difficilement compréhensible vu les erreurs de traduction, qui sont peut-être dues à l'utilisation d'un logiciel de traduction automatique.
 (novembre 2020).
Le Métro de Curitiba est un projet de construction d'un réseau de transports en commun fondé sur un système de métro dans la ville de Curitiba au Brésil.

## Histoire
Depuis l'année 1970, il était à craindre avec la saturation du système de transport de Curitiba, fondé sur les autobus, à la recherche d'alternatives qui répondraient à la demande croissante, en plus de la recherche d'une alternative moins coûteuse à l'huile.
Les propositions pour le développement d'un moyen de transport d'une capacité supérieure à celle de l'autobus dans la ville de Curitiba remontent à 1975, date de la proposition d'installation d'un système de tramways électriques. Ce projet a fini par être abandonné, non sans avoir influencé le format des abris et des stations qui ont été déployées sur le système de bus. En 1978, il a été fait une proposition pour l'installation d'un trolleybus, qui a été étudié par la ville, mais également fini par être abandonné.
En 1990, la première proposition pour le déploiement de métro léger à Curitiba est lancée. Ce projet a été le premier à prédire une ligne dans l'Axe Nord-Sud, où il est attendu le début de la construction du projet en cours. Le projet a été une fois de plus abandonné.
En 2001 : la proposition de construire un haut via le système de monorail sur l'autoroute BR-476, mais ce projet n'a pas évolué en raison du manque de financement.
En juillet 2007, la mairie de Curitiba a lancé un appel d'offres pour la préparation d'études préliminaires pour la mise en œuvre du métro. Cependant, alors que 44 entreprises ont manifesté leur intérêt, toute documentation fournie à participer à l'appel d'offres. En décembre de la même année, la ville a lancé nouvel édit.
En avril 2008, le processus d'appel d'offres a été suspendu par une ordonnance du tribunal. En janvier 2009, la justice autorise la reprise des appels d'offres sur les études de base de conception technique et d'impact environnemental. Les contrats entre la Mairie de Curitiba et les entreprises qui ont gagné le concours public pour les études et projets d'ingénierie pour la construction du métro de Curitiba (lot 1) et l'Étude d'impact environnemental et signé le Rapport sur l'impact environnemental - EIA-RIMA (lot 2) débutent en mars 2009.
En juillet 2009, le processus de forage du sous-sol commence, afin de déterminer la profondeur à laquelle doit passer la première ligne du métro de Curitiba.
En septembre 2009, vient en l'air le page du Métro de Curitiba, avec la proposition initiale de la première ligne. La page est: http://www.metro.curitiba.pr.gov.br
Le 30 octobre 2009, le Ministre-Chef d'état-major Dilma Rousseff a suspendu l'appel d'offres, mais même si le site et le but de construire le métro n'est pas fini.
Le 13 octobre de 2011, le Maire de Curitiba Luciano Ducci et la Présidente Dilma Rousseff annoncent des investissements dans le cadre du PAC (programme d'accélération de la croissance) pour financer les travaux de la première étape de la ligne bleue (azul) du métro de Curitiba. Cette première étape,14,3 km et 13 stations, coutera 2,25 milliards de reais dont 1,75 milliard du gouvernement fédéral et 500 millions de l'Etat et de la municipalité. La première étape de la Ligne bleue remplacerait le parcours actuel du Bus Rapid Transit (BRT).
En parallèle avec le projet de la station de métro, il a été étudié la mise en place du système métro léger traversant une circonférence d'environ 38 km de les servir et de répondre à la demande de six terminus actuels. Il va donc être une option pour compléter, depuis le métro pourra servir seulement que la demande dans la région sud de la ville. Le métro léger est un système de train urbain électrique circulant sur des rails, serait une sorte de métro aérien. Et dans certains points de partager un espace avec de transit locale, ainsi que de l'utiliser des rails élevées indépendants, ce qui élimine la nécessité d'excavations et avec le plus bas coût de déploiement. Le modèle est déjà adopté dans les grandes villes à travers le monde et peut être intégré avec le système de métro, dans certains cas, et à Brasilia est plus de la conception d'un système lequel si souhaite laisser en prêt jusqu'à la coupe du monde 2014 (Métro léger de Brasilia). Il n'y a pas de position officielle sur le projet de métro léger à Curitiba, puisqu'il en est encore au phase des études de faisabilité technique et économique une fois qui dépendent des ressources fédérales.

La demande et le besoin est en hausse, pour 2044 le nombre de passagers prévu par an est d'environ 270 000.
| Ligne       | Terminus                | Mise en service | Longueur en km | Stations | Durée du voyage (min) | Opération | Observations |
| ----------- | ----------------------- | --------------- | -------------- | -------- | --------------------- | --------- | ------------ |
| Ligne Bleue | Santa Cândida ↔ CIC/Sud | ???             | 22,4           | 21       | 38                    | ---       | Projet       |

### Un appel d'offres avorté en 2014
Une part importante du budget initial - 1,8 milliard de reais - devait provenir du gouvernement fédéral. La mairie et le gouvernement de l'État investiraient chacun 700 millions de reais et 1,5 milliard de reais seraient laissés à l'initiative privée, totalisant les 4,7 milliards de reais du coût du projet prévu dans l'avis d'appel d'offres initial.
Un appel d'offres pour la construction de la ligne bleue, 17,6 km et 15 stations, a été lancé en juin 2014, mais en août la Cour des Comptes de l'État de Paraná a suspendu le processus, à la veille de la remise des offres, pour irrégularités dans la rédaction de l'appel d'offres. La ville a revu sa copie et promis de relancer l'appel d'offres fin 2015, ce qui n'a finalement pas eu lieu.

## Abandon du projet de métro en 2016
En février 2016, le coût projet de métro a été réévalué à R$ 5,8 milliards. La mairie de Curitiba rechercha davantage de ressources auprès du Gouvernement fédéral. Le gouvernement n'ayant pas accepté le financement demandé, le projet de métro a été abandonné, ce qui a été confirmé par le nouveau maire de la ville élu en 2016, Rafael Greca.

## Liaisons externes
- Page officielle du métro de Curitiba